# Elecciones parlamentarias de Croacia de 1990
Las elecciones parlamentarias se celebraron en la República Socialista de Croacia entre 22 de abril de 1990; la segunda vuelta que se celebró el 7 de mayo. Estos fueron las primeras elecciones libres y multipartidistas que se llevaron a cabo en Croacia desde entonces 1938, y las primeras para elegir un Parlamento croata desde 1913. La Unión Democrática Croata (HDZ) ganó 205 asientos, desbancó la Liga de Comunistas de Croacia–Partido de Reforma Democrática (SKH-SDP) del poder y acabó con 45 años de comunismo en Croacia. El parlamento nuevo se reunió por primera vez el 30 de mayo, eligiendo a Franjo Tuđman como Presidente de la Presidencia croata y poco después se rebautizó al cargo como Presidente de Croacia.
La elección tuvo lugar durante la crisis política en los Balcanes, la desintegración de la Liga de Comunistas de Yugoslavia, y crecientes tensiones étnicas entre croatas y serbios. Aunque el SKH-SDP era ampliamente el favorito para ganar las elecciones, el HDZ aprovechó cuestiones de nacionalidad y la reforma política que deviene los asuntos dominantes de preocupación, y ganado por un margen muy amplio. Después de la elección, SKH-SDP perdió una proporción grande de su afiliación, muchos de los cuales se unieron al HDZ. La campaña electoral exacerbó rivalidades étnicas. El miedo era por las autoridades en la vecina República Socialista de Serbia. En los meses que siguen las elecciones, el parlamento croata enmendó la Constitución de Croacia para eliminar la palabra "socialista" del nombre oficial de la república, y para sacar los símbolos comunistas de la bandera y el escudo de armas del país.

## Contexto
El 10 de diciembre de 1989, en vísperas del 11.º Congreso del partido, el Comité Central de la Liga de Comunistas de Croacia (croata: Savez komunista Hrvatske—SKH) celebró una reunión de emergencia. El cuerpo adoptó una decisión, por mayoría de siete a seis, que la elección próxima debía ser a principios de 1990 y que sería libre y multipartidista. En el Congreso, Ivica Račan, quien había apoyado la decisión del Comité Central, ganó la posición de Presidente del SKH por un margen pequeño. La victoria de Račan dio soporte a iniciativas liberales y reformistas en la esfera de la administración política. El Congreso también había apoyado la liberación de todos los prisioneros políticos. Animado por el cambio en el SKH, el Parlamento croata enmendada la legislación para permitir el establecimiento de otros partidos políticos más el SKH el 11 de enero de 1990. Incluso con la decisión del Comité Central del 10 de diciembre de 1989 esta coincidiendo com marchas ciudadanas por el multipartidismo.
Esta apertura estaba sustentada en el hecho de que el SKH quería legitimar su poder mediante una elección libre. El SKH tenía los planes para que la liberalización y la reforma se extendieran más allá. Con la Liga de Comunistas de Eslovenia (en esloveno: Zveza komunistov Slovenije Slovenije—ZKS), pusiera en marcha una propuesta para llevar a cabo elecciones libres y para reformar el SKJ a una confederación de partidos.

## Legislación electoral
El 15 de febrero, el Parlamento croata adoptó enmiendas a la Constitución de la República Socialista de Croacia y pasó un paquete de leyes electorales para facilitar elecciones libres, pero dejó el sistema parlamentario sin cambios. Las elecciones estuvieron planificadas para los 356 asientos en el parlamento tricameral que constaba del Consejo Sociopolítico (80 asientos), el Consejo de Trabajo Asociado (160 asientos) y el Consejo de Municipios (116 asientos). 
La legislación electoral definió un sistema de dos vueltas, en qué un candidato que ganó un solo-miembro francamente si él o ella obtuvieron más de 50% de votos de al menos 33.3% de los votantes registrados. Si ningún candidato recibió el nivel requerido de soporte, una segunda ronda estuvo planificada dos semanas más tarde, en qué todos candidatos quién recibió al menos 7% de los votos en la primera ronda podrían participar. El candidato quién recibió el más votos—no necesariamente una mayoría absoluta—ganaba el escaño el sistema, con ese sistema se celebraron las elecciones a pesar de la objeción de grupos de oposición, quiénes reclamaban la representación proporcional. La primera ronda de las elecciones estuvo planificada para 22 de abril, y la segunda ronda para el 7 de mayo.

## Campaña

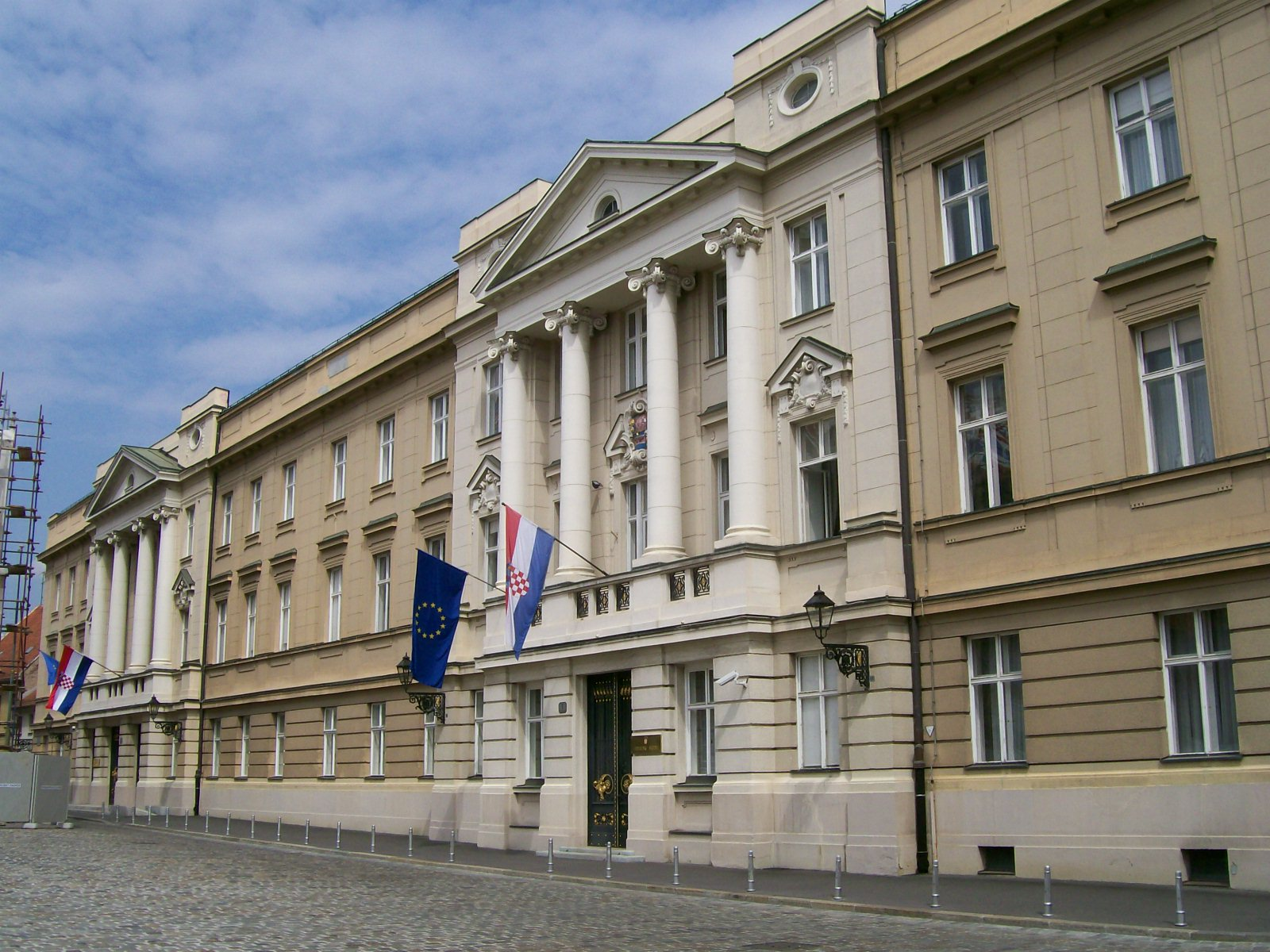
Edificio del Parlamento Croata.

La campaña tuvo lugar desde 20 días antes del 20 abril, empleando una mezcla de conceptos y contenidos tradicionales de campañas de elección occidental. Estos en gran parte implicaron el uso de carteles, las banderas que llevaban el escudo croata, grafiti, calcomanías, soporte artístico y medios de comunicación, y el uso de mítines políticos. Una carencia global de experiencia política dirigió al uso de algún cartel incómodo o eslóganes pobres. Los carteles del SKH-SDP eran en gran parte dedicados a Račan y sus mensajes: "democracia conseguida, Croacia libremente elige". El HDZ utilizó mensajes sencillos: "Uno sabe– HDZ" y "HDZ–nuestro nombre es nuestro orden del día ",  mientras el KNS utilizó una imagen de un tablero de ajedrez con la palabra Koalicija (Coalición) inscribió en sus campos. En las etapas iniciales de la campaña, el SDP-SKH era generalmente el favorito para ganar; El Economista pronosticó que se formaría un gobierno de coalición.
Los asuntos de nación y democracia dominaron la campaña global; los asuntos económicos eran tres-tiempo-menos representado que cualquiera de los asuntos anteriores. Un desglose similar de foco de campaña existido en los casos del HDZ, SKH-SDP y KNS cuándo analizados individualmente. El tema de reestructurar Yugoslavia como confederación con más poder para sus partes constituyentes y consiguiendo la independencia estuvo reafirmada en la campaña y aceptado por Tuđman. Para el SKH-SDP, las elecciones principalmente significaron una campaña para la reforma de la federación yugoslava. Para el HDZ la prioridad era construir el estado croata.

## Votando y resultados

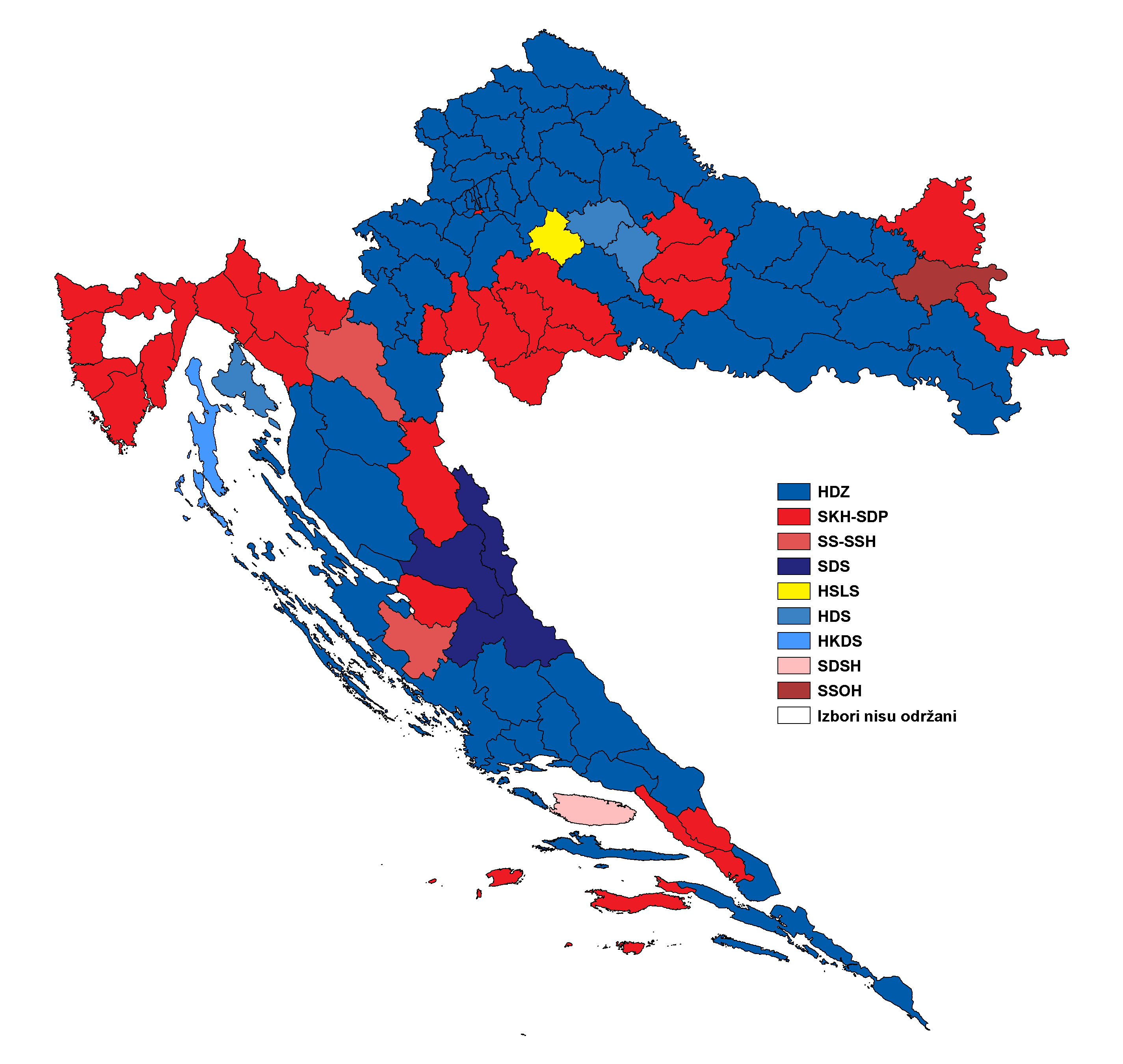
Resultados de la elección para el Consejo de Municipios.

### Primera ronda
En la primera ronda que se llevó a cabo el  22 de abril, la concurrencia en la elección para miembros del consejo Sociopolítico era de 84.54% (2,875,061 votos totales). El HDZ ganó el 41.76% del voto popular, seguido por el SKH-SDP y el KNS con 23.59% y 10.99% respectivamente. La concurrencia en la elección de miembros del Consejo de Municipios fue de 84.09% (3,433,548 votos totales); el HDZ gana aquí también, obteniendo el 43.91% de los votos emitidos, otra vez seguidos por SKH-SDP y KNS en 25.28% y 9.37% de votos respectivamente. La concurrencia para la elección de miembros del Consejo de Trabajo Asociado era 76.53% (1,455,365 votos totales). El HDZ recibió el 32.69% de los votos, seguidos por el  SKH-SDP con 25.06%. Los candidatos independientes recibieron 19.75% y KNS ganó el 10.39% del voto.
En la primera ronda de eligieron 137 de los 356 asientos en los tres cuartos del parlamento. El HDZ ganó 107 de ellos, mientras SKH-SDP recibió 14 asientos y tres más en coalición con la Alianza Socialista – Alianza de Socialistas de Croacia. Los restante 13 asientos estuvieron distribuidos entre candidatos independientes y cuatro otros partidos. KNS Recibió un asiento. En respuesta al pobre resultado del KNS, el HDS dejó la coalición. Después de los resultados estuvieron anunciados, SKH-SDP se lo dio cuenta perdería las elecciones; Račan declaró que SKH-SDP sería un partido de oposición fuerte. Tuđman declaró que con el HDZ en el poder allí sería ninguna venganza personal contra el SKH-SDP miembros quién había rechazado HDZ seguidores de sus trabajos, pero que quienes opposed HDZ  las vistas serían sacadas de oficina pública.